# Kniahinin (stacja kolejowa)
Kniahinin (biał. Княгінін, ros. Княгинин) – stacja kolejowa w miejscowości Kniahinin, w rejonie miadzielskim, w obwodzie mińskim, na Białorusi. Położona jest na linii Połock – Mołodeczno. Jest to najbliżej położona stacja kolejowa tej linii dla stolicy rejonu Miadzioła.
Stacja istniała przed II wojną światową. Nosiła początkowo nazwę Krzywicze, a następnie Kniahinin. Obok stacji powstała osada kolejowa Kniahinin.